# Novomičurinsk
Novomičurinsk (rusky Новомичуринск) je město ve Rjazaňské oblasti v Ruské federaci. Při sčítání lidu v roce 2010 měl přes devatenáct tisíc obyvatel.

## Poloha a doprava
Neovomičurinsk leží v Ocko-donské nížině na pravém břehu Proni, levého přítoku Oky v povodí Volhy. Od Rjazaně, správního střediska oblasti, je vzdálen přibližně pětaosmdesát kilometrů jižně.
Nejbližší železniční stanice s přepravou cestujících je Birkino přibližně dvacet kilometrů východně na trati z Moskvy přes Rjazaň a Rjažsk do Voroněže.

## Dějiny
Novomičurinsk vznikl v roce 1968 pro pracovníky budující Rjazaňskou elektrárnu, která byla uvedena do provozu v roce 1971. Status města má Novomičurinsk od roku 1981.
Obec byla pojmenována k poctě Ivana Vladimiroviče Mičurina, ruského botanika a šlechtitele, který se narodil nedaleko. Předpona Novo- byla zvolena pro odlišení od Mičurinsku v Tambovské oblasti.